# السنی کامارا (بازیکن فوتبال، زاده ۱۹۹۵)
السنی کامارا (انگلیسی: Alsény Camara؛ زادهٔ ۴ ژانویهٔ ۱۹۹۵) بازیکن فوتبال اهل گینه است.